# Estação Brás
A Estação Integrada do Brás ou Estação Brás, conhecida originalmente também como Estação Braz ou Estação do Norte ou Estação Roosevelt, é um empreendimento ferroviário de integração entre os trens da CPTM (Companhia Paulista de Trens Metropolitanos) e do Metrô de São Paulo, localizada no bairro do Brás, região central do município de São Paulo.
A estação está em atividade desde 1867, possui plataformas laterais e central, além de contar com acesso adaptado para pessoas com deficiência. Um ponto de destaque é sua estrutura, toda em concreto aparente e cobertura metálica. Com capacidade para atender milhares de pessoas diariamente, os trens funcionam de domingo a sexta-feira das 4 horas à meia-noite e aos sábados das 4 horas à 1 hora de domingo. Já o metrô funciona diariamente das 4h40 à 0h33, exceto aos sábados, quando a operação se encerra à 1 hora de domingo.

## História

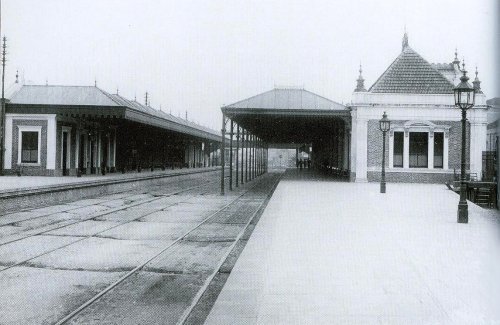
Antiga Estação Brás da São Paulo Railway

Na metade do século XIX, o cultivo de café no estado de São Paulo impulsionou o crescimento do comércio na capital paulista, a partir de então a Industrialização e a urbanização do município de São Paulo passou a se intensificar rapidamente. Em 1859, o empresário e investidor Irineu Evangelista de Souza (Barão de Mauá), juntou-se a investidores ingleses e propôs ao governo imperial uma estrada de ferro que interligasse Jundiaí ao Porto de Santos, passando pela cidade de São Paulo. 
Assim, em 1867 foi inaugurada a nova estrada de ferro denominada São Paulo Railway Company (SPR), a primeira construída em solo paulista. Juntamente com a ferrovia, foi inaugurada no dia 16 de fevereiro do mesmo ano, a estação ferroviária Braz na região central da capital paulista, que durante muitas décadas transportou café, mercadorias e passageiros, entre o interior, a capital e o porto santista.
Por localizar-se em terrenos baratos na região do Brás e da Mooca, diversos trabalhadores se instalaram ao redor do local. Além disso, muitas fábricas foram montadas as margens dos trilhos, já que assim estariam perto de transporte. Na época, a construção foi vista como uma mudança inoportuna, pois para ela acontecer, muitas casas e cortiços tiveram que ser desapropriados, acarretando dificuldades para a população que residia ali.
Fazendeiros da região do Vale do Paraíba, decidiram construir uma ferrovia que levasse a produção de café desta região, até os trilhos da SPR na cidade de São Paulo, então fundaram a Estrada de Ferro do Norte (EFN). Em 6 de novembro de 1875, inauguraram como ponto inicial da ferrovia a Estação do Norte, construída exatamente ao lado da Estação Braz, para possibilitar o transbordo do café entre as composições e poder seguir para o porto de Santos. Em 1896, a EFN foi incorporada pela Estrada de Ferro D. Pedro II (antecessora da Estrada de Ferro Central do Brasil), com o propósito de formar o chamado de Ramal de São Paulo, que ligaria São Paulo diretamente ao Rio de Janeiro.

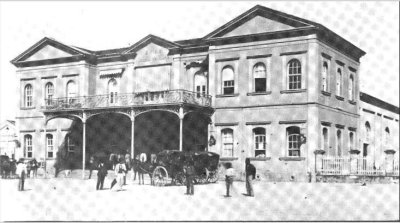
Estação do Norte da antiga Estrada de Ferro do Norte, em 1914

Nos anos 1940, passou por uma reforma geral que mudou toda a estrutura do prédio, dando-lhe estilo art decó. Em 15 de setembro de 1945, por meio de decreto-lei presidencial, a Estação do Norte teve o seu nome alterado para Roosevelt, em homenagem ao presidente americano Franklin Roosevelt, morto naquele ano.
Em 1946, o governo assumiu as linhas da São Paulo Railway Company e seu nome foi alterado para Estrada de Ferro Santos-Jundiaí (EFSJ). No ano de 1969, o governo federal unificou a administração da EFSJ e da Estrada de Ferro Central do Brasil sob a Rede Ferroviária Federal Sociedade Anônima (RFFSA).
Em 1979, foi inaugurada a Estação Brás (com "s") da Linha 3–Vermelha do Metrô de São Paulo, junto às duas, e aos poucos as três estações foram se integrando e se fundindo em um padrão, formando a Estação Integrada Brás. Deixou de haver separação entre as estações, que passaram a utilizar passarelas para cruzar as linhas, podendo acessá-las seja pela antiga Estação Roosevelt no Largo da Concórdia, pela antiga Estação Braz ou pela Estação Brás do Metrô.
Em 1994, a CPTM assumiu a administração dos trens de subúrbio e reformou a estação. Foi construída uma cobertura que abrange as plataformas da ex-Central e ex-Santos-Jundiaí e, após o aperfeiçoamento do local, o nome Roosevelt deixou oficialmente de ser usado, e a estação passou a ser chamada de Brás.

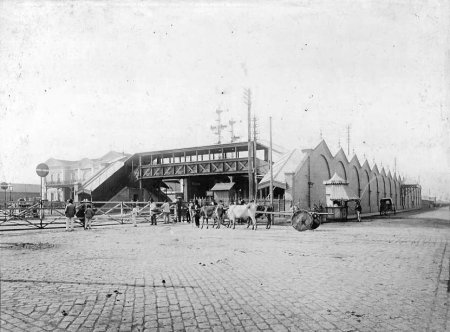
Antiga Estação Braz e à esquerda a antiga estação do Norte, depois chamada de Roosevelt
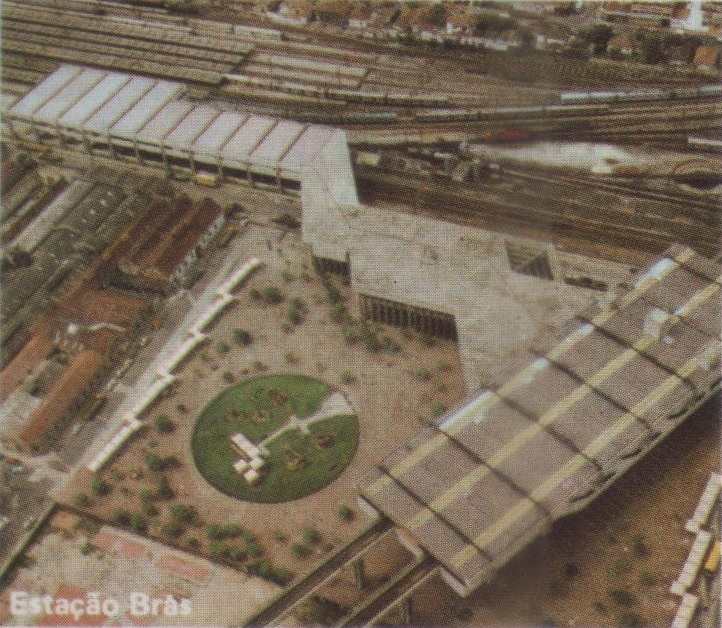
Estação Brás do Metrô (à esquerda) e mezanino de integração com as estações de trem, 1982
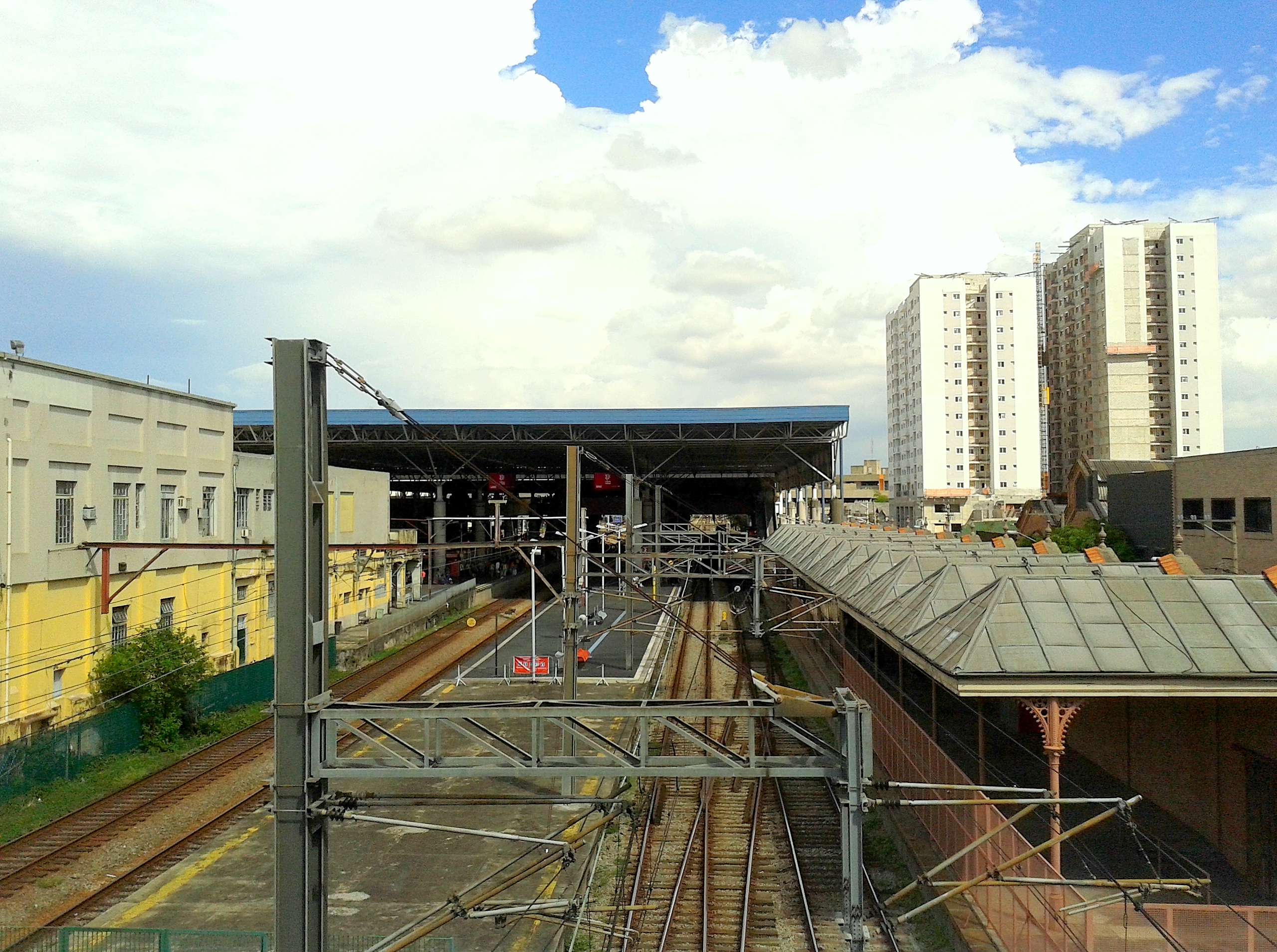
Plataformas da Estação Brás da CPTM
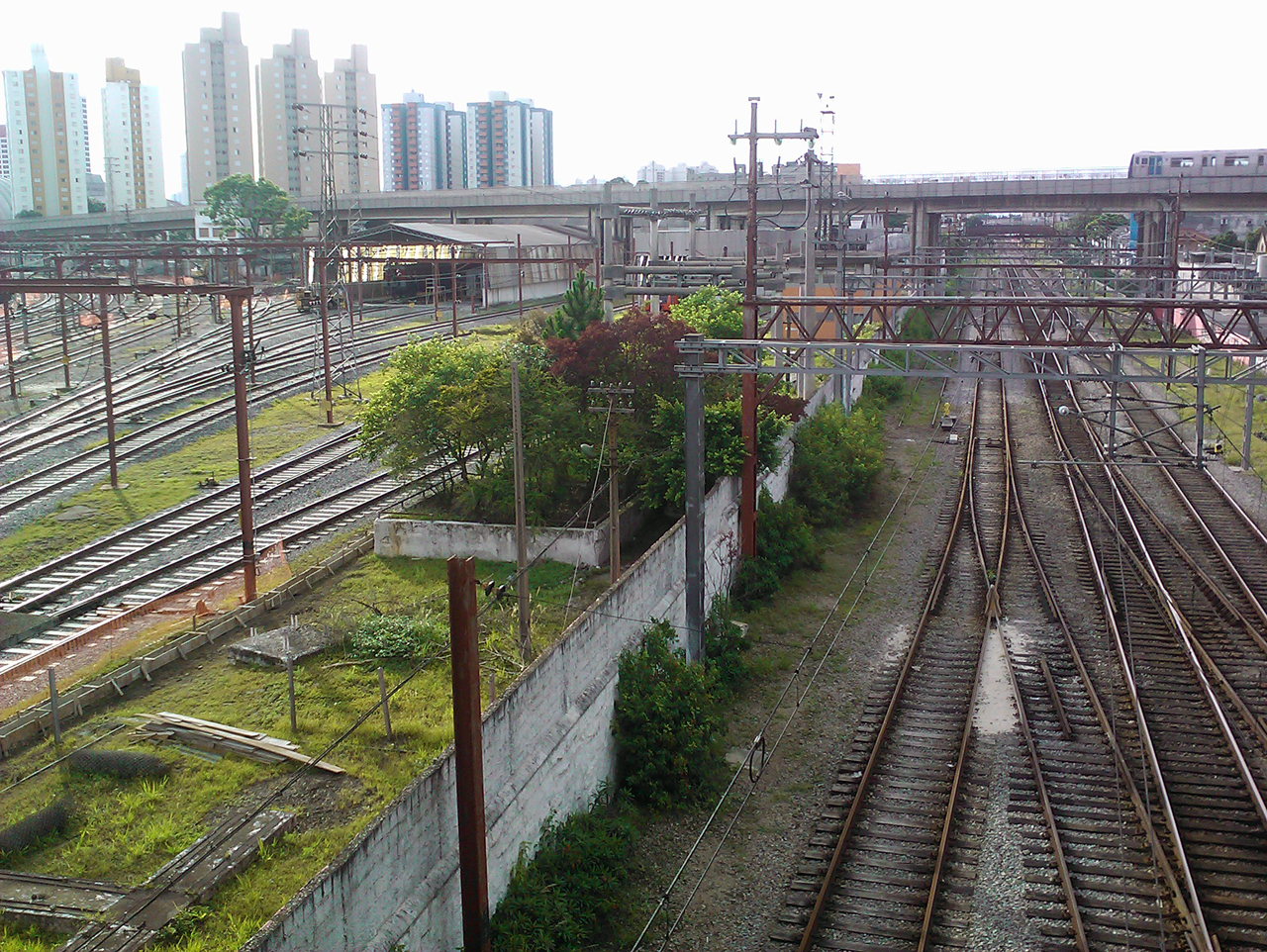
Trilhos da Estação Brás da CPTM
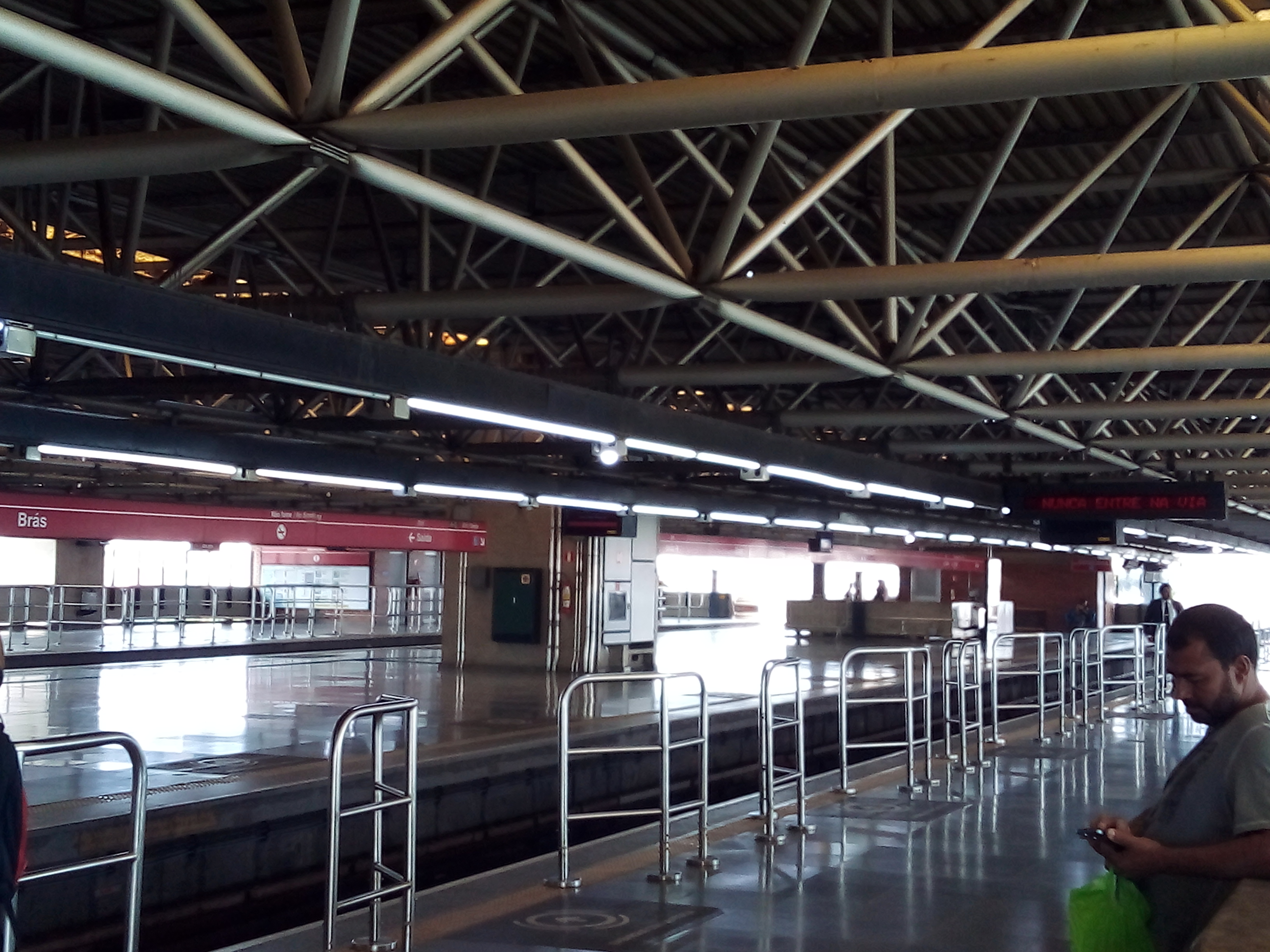
Plataformas da Estação Brás do Metrô
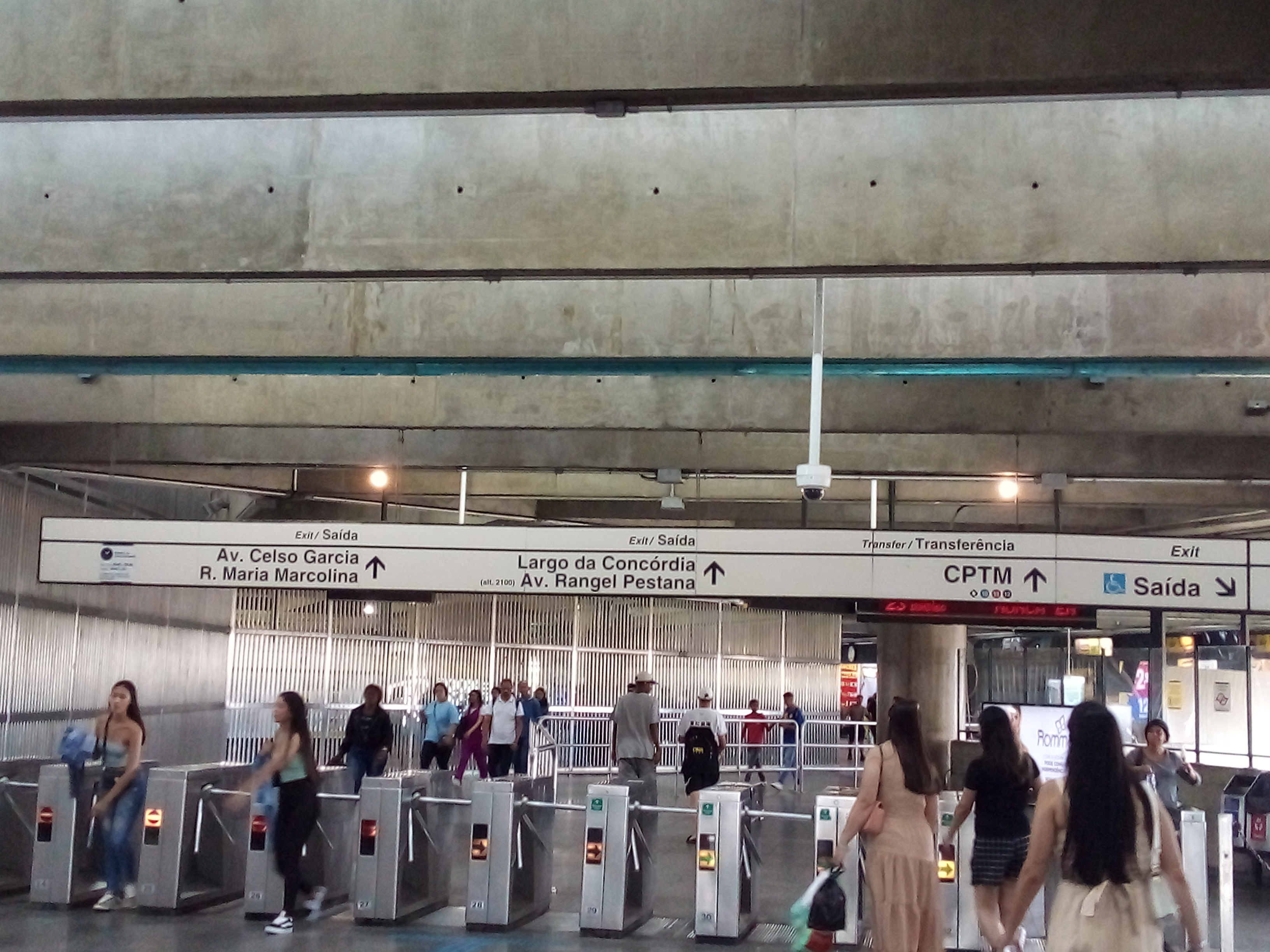
Área de transferência entre as estações do metrô e da CPTM

## Linhas ferroviárias
Atualmente, a Estação Brás atende às linhas Linha 7–Rubi, 10–Turquesa, 11–Coral e 12–Safira da CPTM, além da Linha 3–Vermelha do Metrô. Em outubro de 2018, a estação passou a fazer parte do Serviço Connect da Linha 13–Jade, e em abril de 2019, do Serviço Expresso Linha 10+. O serviço Connect da linha 13 foi descontinuado em 2020, sendo substituído por um novo Expresso Aeroporto, que somente atende a Estação Brás em seu retorno à Luz e a Palmeiras-Barra Funda.

### Linhas ativas
Viagens a curta distância, operadas pela CPTM e pelo Metrô, estão ativas na estação.
| Linha                                                              | Terminais                                    | Estações |
| ------------------------------------------------------------------ | -------------------------------------------- | -------- |
| 3 Vermelha                                                         | Palmeiras–Barra Funda ↔ Corinthians–Itaquera | 18       |
| 7 Rubi                                                             | Brás ↔ Jundiaí                               | 19       |
| 10 Turquesa                                                        | Brás ↔ Rio Grande da Serra                   | 13       |
| 10 Turquesa (Expresso Linha 10+)                                   | Luz ↔ Prefeito Celso Daniel–Santo André      | 5        |
| 11 Coral                                                           | Luz ↔ Estudantes                             | 16       |
| 12 Safira                                                          | Brás ↔ Calmon Viana                          | 11       |
| 13 Jade (Expresso Aeroporto, apenas sentido Palmeiras-Barra Funda) | Palmeiras–Barra Funda ↔ Aeroporto–Guarulhos  | 5        |

#### Diagrama das estações
| 1 |

|  | ↕ a ↕ |

|  | ↕ b ↕ |

| 2 |

|  | ↑ c ↑ |

|  | ↓ d ↓ |

| 3 |

|  | ↓ e ↓ |

|  | ↓ f ↓ |

| 4 |

|  | ↓ g ↓ |

|  | ↓ h ↓ |

| 5 |

| 1 |

|  | ↕ a ↕ |

|  | ↕ b ↕ |

| 2 |

|  | ↑ c ↑ |

|  | ↓ d ↓ |

| 3 |

|  | ↓ e ↓ |

|  | ↓ f ↓ |

| 4 |

|  | ↓ g ↓ |

|  | ↓ h ↓ |

| 5 |

| 1 |

|  | ↕ a ↕ |

|  | ↕ b ↕ |

| 2 |

|  | ↑ c ↑ |

|  | ↓ d ↓ |

| 3 |

|  | ↓ e ↓ |

|  | ↓ f ↓ |

| 4 |

|  | ↓ g ↓ |

|  | ↓ h ↓ |

| 5 |

| 1 |

|  | ↕ a ↕ |

|  | ↕ b ↕ |

| 2 |

|  | ↑ c ↑ |

|  | ↓ d ↓ |

| 3 |

|  | ↓ e ↓ |

|  | ↓ f ↓ |

| 4 |

|  | ↓ g ↓ |

|  | ↓ h ↓ |

| 5 |

| 1 |

|  | ↓ a ↓ |

| 2 |

|  | ↑ b ↑ |

| 3 |

| 1 |

|  | ↓ a ↓ |

| 2 |

|  | ↑ b ↑ |

| 3 |

| 1 |

|  | ↓ a ↓ |

| 2 |

|  | ↑ b ↑ |

| 3 |

| 1 |

|  | ↓ a ↓ |

| 2 |

|  | ↑ b ↑ |

| 3 |

### Linhas desativadas
A Estação Roosevelt era a central da antiga ferrovia Central do Brasil. Com a liquidação da Rede Ferroviária Federal, em 1994, a linha de longa distância foi desativada. Hoje, são operados apenas os trechos metropolitanos em São Paulo, administrado pela CPTM, e no Rio de Janeiro, administrado pela SuperVia.
| Linha             | Terminais                            | Estações | Administração                                                                                |
| ----------------- | ------------------------------------ | -------- | -------------------------------------------------------------------------------------------- |
| Central do Brasil | Roosevelt (SP) ↔ Barra do Piraí (RJ) | n/d      | E.F. Norte (1875–1889), Central do Brasil (1889–1975), RFFSA (1975–1994) e CPTM (1994–atual) |

## Companhia Paulista de Trens Metropolitanos

### Tabela
| Sigla | Estação | Inauguração                                                        | Integração                                           | Plataformas         | Posição    | Notas |
| ----- | ------- | ------------------------------------------------------------------ | ---------------------------------------------------- | ------------------- | ---------- | --- |
| BAS   | Brás    | 16 de fevereiro de 1867 (SPR); 6 de novembro de 1875 (EF do Norte) | Bilhete Único da SPTrans e Linha 3–Vermelha do Metrô | Centrais e laterais | Superfície | A Estação Brás é composta de três estações que foram unificadas: estações da EF do Norte, SPR e do Metrô |

## Metrô de São Paulo
A Estação Brás atende à Linha 3–Vermelha do Metrô de São Paulo. É uma estação elevada com plataformas laterais e central, estrutura em concreto aparente e cobertura espacial metálica treliçada. Possui acesso adaptado para pessoas com deficiência e mobilidade reduzida. Conta com uma área construída de 23 350 metros quadrados e tem uma capacidade de sessenta mil passageiros por hora nos horários de pico.

### Tabela
| Sigla | Estação | Inauguração         | Capacidade                   | Integração                                                                         | Plataformas        | Posição | Notas                                         |
| ----- | ------- | ------------------- | ---------------------------- | ---------------------------------------------------------------------------------- | ------------------ | ------- | --------------------------------------------- |
| BAS   | Brás    | 10 de março de 1979 | 60 mil passageiros hora/pico | Linhas 7–Rubi, 10–Turquesa, 11–Coral e 12–Safira da CPTM, Bilhete Único da SPTrans | Laterais e central | Elevada | Estação com estrutura de concreto pré-moldado |